# Tidar Selatan
Tidar Selatan is een bestuurslaag in het regentschap Magelang van de provincie Midden-Java, Indonesië. Tidar Selatan telt 5320 inwoners (volkstelling 2010).